# Evrovizijska Melodija 2016
La ventesima edizione dell'Evrovizijska Melodija si è tenuta il 27 febbraio 2016 presso lo Studio 1 di RTV SLO a Lubiana e ha selezionato il rappresentante della Slovenia all'Eurovision Song Contest 2016 di Stoccolma.
La vincitrice è stata ManuElla con Blue and Red.

## Organizzazione
L'emittente slovena Radiotelevizija Slovenija (RTV SLO) ha confermato la partecipazione della Slovenia all'Eurovision Song Contest 2016, ospitato dalla capitale svedese di Stoccolma, il 14 settembre 2015, mentre il 10 novembre successivo ha confermato che avrebbe utilizzato come metodo di selezione nazionale l'Evrovizijska Melodija (o EMA), giunto alla ventesima edizione.
Tra il 19 novembre e il 21 dicembre 2015 l'emittente slovena ha accettato le proposte da parte dei cantanti che aspiravano alla partecipazione, selezionando, tramite un apposito comitato (composto da: Alenka Godec, Gaber Radojevič, Aleksander Radić e Jernej Vene) tra le 61 proposte, i 10 partecipanti all'evento.
Il festival si è tenuto in un'unica serata articolata in due fasi: nella prima fase una giuria di esperti ha selezionato le prime due classificate, mentre nella seconda il televoto ha decretato il vincitore.

### Regolamento
- Ogni autore può inviare al massimo due brani;
- autori ed esecutori possono essere sia cittadini sloveni che non, tuttavia nel caso in cui il/un compositore sia cittadino straniero, l'esecutore deve essere sloveno e viceversa;
- sul palco non possono essere presenti più di 6 persone;
- gli esecutori devono avere almeno 16 anni compiuti, o che siano compiuti entro il 10 maggio 2016;
- il brano dev'essere inedito e non può durare più di 3 minuti.

### Giuria
La giuria per l'EMA 2016 è stata composta da:
- Aleš Vovk, cantante e produttore discografico (rappresentante della Slovenia all'Eurovision 2015 come parte dei Maraaya);
- Darja Švajger, cantante (rappresentante della Slovenia all'Eurovision 1995 e 1999);
- Tomaž Mihelič, cantante.

## Partecipanti
| Artista              | Titolo             | Lingua  | Compositori                                               |
| -------------------- | ------------------ | ------- | --------------------------------------------------------- |
| Anja Baš             | What If            | Inglese | Anja Baš                                                  |
| Anja Kotar           | Too Cool           | Inglese | Anja Kotar                                                |
| D Base               | Spet živ           | Sloveno | Alex Volasko, David Domjanič, Nejc Žehelj, Benjamin Dolić |
| ManuElla             | Blue and Red       | Inglese | Manuela Brečko, Marjan Hvala, Leon Oblak                  |
| Nuša Derenda         | Tip Top            | Inglese | Žiga Pirnat, Andraž Gliha                                 |
| Raiven               | Črno bel           | Sloveno | Tadej Košir, Jernej Kržič, Sara Briški Cirman             |
| Regina               | Alive in Every Way | Inglese | Aleksander Kogoj, Jon Dobrun                              |
| San Di Ego           | Brez tebe          | Sloveno | Nino Ošlak, Igor Pirkovič                                 |
| Sebastijan Lukovnjak | Tales of Tomorrow  | Inglese | Martin Bezjak, Tadej Jambrovič                            |
| Žan Serčič           | Summer Story       | Inglese | Žan Serčič                                                |

## Finale
La finale si è tenuta il 27 febbraio 2016 presso gli studi televisivi di RTV SLO a Lubiana ed è stata presentata da Klemen Slakonja.
| #  | Artista              | Brano              |
| -- | -------------------- | ------------------ |
| 1  | Anja Baš             | What If            |
| 2  | Žan Serčič           | Summer Story       |
| 3  | Anja Kotar           | Too Cool           |
| 4  | San Di Ego           | Brez tebe          |
| 5  | D Base               | Spet živ           |
| 6  | Regina               | Alive in Every Way |
| 7  | ManuElla             | Blue and Red       |
| 8  | Raiven               | Črno bel           |
| 9  | Nuša Derenda         | Tip Top            |
| 10 | Sebastijan Lukovnjak | Tales of Tomorrow  |

### Superfinale
| # | Artista  | Brano        | Punteggio | Posizione |
| - | -------- | ------------ | --------- | --------- |
| 1 | ManuElla | Blue and Red | 3 865     | 1         |
| 2 | Raiven   | Črno bel     | 3 738     | 2         |

## All'Eurovision Song Contest

### Verso l'evento

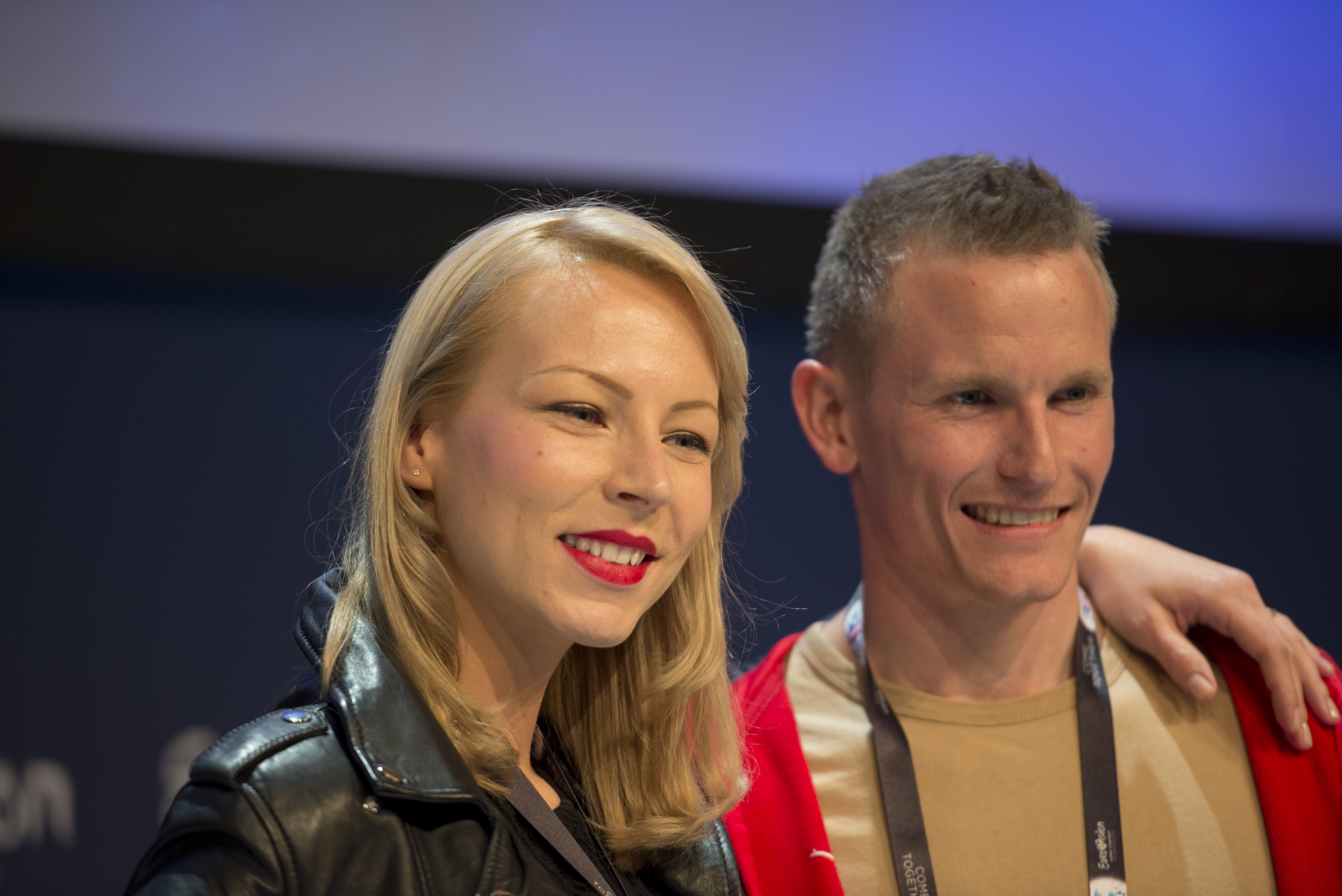
ManuElla e Jannik Baltzer Hattel durante la conferenza stampa

ManuElla, per sponsorizzare il proprio brano, ha preso parte all'Eurovision in Concert (Amsterdam, 9 aprile 2016) e all'Israel Calling (Tel Aviv, 11-13 aprile 2016).
Il 25 gennaio 2016 si è tenuto il sorteggio che ha determinato la composizione delle due semifinali, che ha posizionato la Slovenia nella seconda metà della seconda semifinale. L'8 aprile, con la decisione dell'ordine di esibizione, la nazione è stata posta all'11º posto, dopo l'australiana Dami Im e prima del rumeno Ovidiu Anton. Con la squalifica della Romania, la bulgara Poli Genova si è esibita al 12º posto.

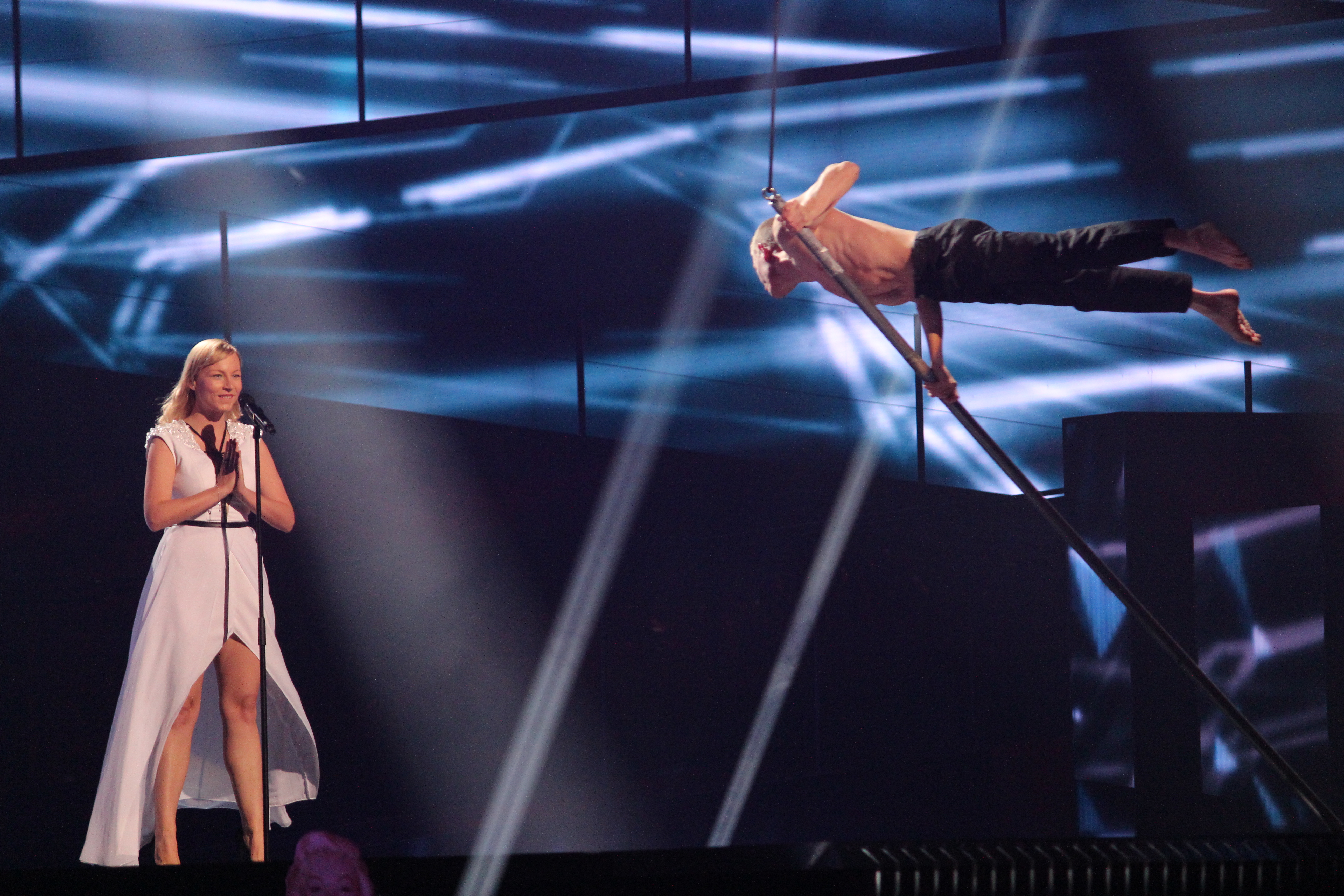
L'esibizione slovena durante la seconda semifinale

### Performance
Le prove generali si sono tenute il 5 e 7 maggio, seguite dalle prove costume l'11 e il 12 maggio, includendo l'esibizione per le giurie dell'11 maggio, dove le varie giurie nazionali hanno visto e votato i partecipanti alla seconda semifinale.
ManuElla si è esibita con un lungo abito bianco ed è stata affiancata da un acrobata danese, Jannik Baltzer Hattel, e quattro coristi non presenti sul palco: Karin Zemljič, Lea Sirk, Mitja Bobič e Marjan Hvala.
La coreografia è stata curata e gestita da Anže Škrube.
La Slovenia si è esibita per 11ª nella seconda semifinale, classificandosi 14ª con 57 punti e non qualificandosi per la finale.

### Giuria e commentatori
La giuria slovena per l'Eurovision Song Contest 2016 è stata composta da:
- Marjetka Vovk, cantautrice e presidente di giuria (rappresentante della Slovenia all'Eurovision 2015 come parte dei Maraaya);
- Eva Hren, cantante e chitarrista;
- Tadej Košir, chitarrista, compositore e produttore discografico;
- Klemen Mramor, cantante, compositore e paroliere;
- Urša Vlašić, paroliera.

Le semifinali dell'evento sono state trasmesse sul canale televisivo TV SLO 2, mentre la finale è stata trasmessa da TV SLO 1 con il commento di Andrej Hofer. La seconda semifinale e la finale sono state trasmesse anche dall'emittente radiofonica Radio Val 202, mentre tutte e tre le serate sono state trasmesse da Radio Maribor.
La portavoce dei voti della giuria in finale è stata Marjetka Vovk (rappresentante della Slovenia all'Eurovision 2015 come parte dei Maraaya).

### Voto

#### Punti assegnati alla Slovenia
| Giurie 10° (49 punti)  | Giurie 10° (49 punti) | Giurie 10° (49 punti) | Giurie 10° (49 punti) | Giurie 10° (49 punti)       |
| 12                     | 10                    | 8                     | 7                     | 6                           |
| ---------------------- | --------------------- | --------------------- | --------------------- | --------------------------- |
|                        |                       | - Irlanda             | - Belgio - Macedonia  | - Albania - Italia - Serbia |
| 5                      | 4                     | 3                     | 2                     | 1                           |
|                        | - Australia           | - Lettonia            |                       | - Bulgaria - Lituania       |
| Televoto 17° (8 punti) |                       |                       |                       |                             |
| 12                     | 10                    | 8                     | 7                     | 6                           |
|                        |                       |                       |                       |                             |
| 5                      | 4                     | 3                     | 2                     | 1                           |
|                        | - Serbia              | - Macedonia           |                       | - Albania                   |

#### Punti assegnati dalla Slovenia
| Punti | Giuria      | Televoto  |
| ----- | ----------- | --------- |
| 12    | Belgio      | Serbia    |
| 10    | Lettonia    | Macedonia |
| 8     | Ucraina     | Ucraina   |
| 7     | Svizzera    | Belgio    |
| 6     | Bulgaria    | Australia |
| 5     | Australia   | Bulgaria  |
| 4     | Israele     | Polonia   |
| 3     | Polonia     | Albania   |
| 2     | Bielorussia | Norvegia  |
| 1     | Lituania    | Georgia   |

| Punti | Giuria      | Televoto  |
| ----- | ----------- | --------- |
| 12    | Ucraina     | Serbia    |
| 10    | Bulgaria    | Russia    |
| 8     | Belgio      | Croazia   |
| 7     | Lettonia    | Ucraina   |
| 6     | Australia   | Austria   |
| 5     | Serbia      | Svezia    |
| 4     | Armenia     | Polonia   |
| 3     | Ungheria    | Australia |
| 2     | Israele     | Bulgaria  |
| 1     | Paesi Bassi | Italia    |